# Емільєна д'Алансон
Емільєна д'Алансон (фр. Émilienne d'Alençon, власне ім'я Емілі Андре, фр. Émilie André; 18 липня 1869, Париж — 1946, Ніцца) — французька акторка і танцюристка, зірка Прекрасної епохи.

## Біографія
Красуня паризького півсвіту, де з'явилася в 1885 році. Рік провчилася в Консерваторії драматичного мистецтва. Дебютувала танцюристкою в «Літньому цирку» столиці (1889), потім виступала в Казино де Парі, Фолі-Бержер, паризькому мюзик-холі «Ла Скала» на Страсбурзькому бульварі, в концертному залі Олімпія, театрі Вар'єте і ін. Гастролювала в Лондоні. Змагалася з Ліаною де Пужі і Кароліною Отеро, їх називали «три грації Прекрасної епохи».
Публікувала вірші і п'єси.
У 1906 році покинула сцену. Похована в Парижі на кладовищі Батіньоль.
Порцеляна і коштовності д'Алансон були продані з молотка в 1931 році, був виданий їх каталог.

## Особисте життя
Серед її інтимних друзів були герцог Жак д'Юзес, бельгійський король Леопольд II, офіцер і гравець, коханець Коко Шанель Етьєн Бальзан, жокей Персі Вудленд, у неї був зв'язок з поетесою Рене Вів'єн. Її малювали Тулуз-Лотрек, Жюль Шере. Нею захоплювався Марсель Пруст. З нею був знайомий князь Фелікс Юсупов, про що розказано в його мемуарах.

## Образ в літературі і кіно
Як яскрава прикмета часу фігурує в романах: Жоржа Сіменона («Чотири дні бідної людини»), Лео Мале («За Лувром народжується сонце»), Жульєтти Бенцоні («Горда американка») та інших.
Одна з героїнь фільму «Самотня Шанель» (1981, її роль виконала Карен Блек).